# Vincenzo Riolo
Vincenzo Riolo (Naro, 18 gennaio 1847 – Naro, 17 gennaio 1927) è stato un politico italiano.